# Al-Mutádid

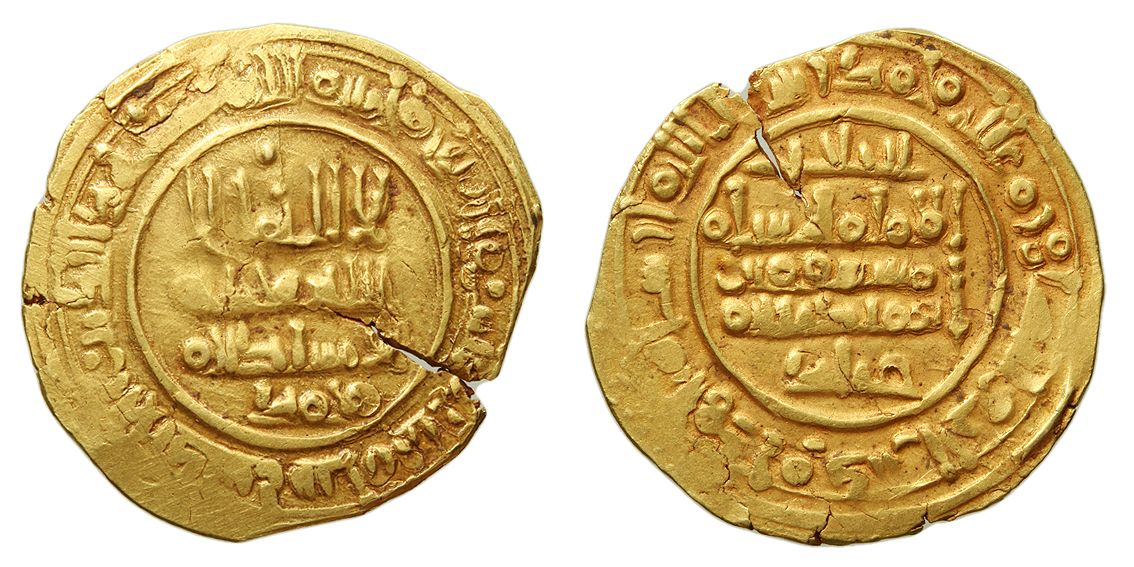
Dinar de oro acuñado por al-Mutádid en el A.H. 438 (1045/1046 de la era común).

‘Abbad ibn Muhámmad al-Mu‘tádid (Ishbiliya, ? – id., 27 de febrero de 1069). Rey taifa de Sevilla (1042-1069), de la familia de los abadíes.
Sucedió a su padre Muhámmad ibn Ismaíl ibn Abbad, el creador de la taifa de Sevilla, en 1042. Se anexionó los reinos de taifas de Mértola (1044-1045), Huelva (1051), Santa María del Algarve (hoy Faro, 1051-1052), Niebla (1053-1054), Algeciras (1055), Silves (c. 1063), Morón de la Frontera (1066), Ronda (1065), Carmona (c. 1067) y Arcos de la Frontera (1069), aunque no pudo hacerlo con el de Granada, ni con el de Badajoz. De esta forma, controló todo el territorio situado al sur de la taifa de Badajoz. Sin embargo, estas campañas militares dejaron el reino en un estado de gran debilidad, y tuvo que prestar vasallaje a Fernando I de Castilla en 1063, tras una gran incursión de este por el valle del Guadalquivir que llegó hasta las puertas de Sevilla.
Para mantener la ficción de la continuidad de su reino con los Omeyas, mantuvo a un títere que se hacía pasar por el califa Hisham II, pero tras su sometimiento a Fernando I, conde de Castilla, la ficción era ya inútil por lo que anunció que el pretendido Hisham II había muerto, habiéndole nombrado sucesor y emir de todo al-Ándalus.
Equiparado muchas veces a los príncipes italianos del Renacimiento, fue poeta y mecenas, pero al mismo tiempo hizo gala de extrema crueldad con sus enemigos, fue traicionero con sus fieles y utilizó con frecuencia el veneno. Aunque hizo la guerra contra todos sus vecinos, raramente aparecía en el campo de batalla, sino que dirigía a sus generales, en los que no confiaba, desde su residencia del Real Alcázar. Mató con sus propias manos a Ismaíl, uno de sus hijos, que se había rebelado contra él. En una ocasión eliminó a un buen número de sus enemigos, los jefes bereberes de la taifa de Ronda, que le estaban visitando, asfixiándolos en la sala caliente de los baños del palacio. Acostumbraba a preservar los cráneos de los enemigos que había matado. Los de los enemigos de baja alcurnia los convertía en floreros, mientras que los de los príncipes eran conservados en cestas especiales.[cita requerida]
Durante su reinado (y el de su hijo y sucesor, Al-Mu'támid), la taifa de Sevilla alcanzó su máximo esplendor.